# Казино Медичи ди Сан-Марко
Казино Медичи ди Сан-Марко (итал. Casino Mediceo di San Marco) — малый дворец (итал. сasino — домик), построенный во Флоренции (Тоскана) в стиле маньеризма по проекту Бернардо Буонталенти. Находится в центре города на месте бывших Садов, к северу от Пьяцца Сан-Марко, между Виа Камилло Кавур и улицей Сан-Галло.

## История
Ранее на этом месте Лоренцо Медичи Великолепный организовал художественную школу, названную «Академией в садах Медичи» (Accademia degli Orti Medicei)), которую часто посещали такие выдающиеся люди, как Пико делла Мирандола, Лоренцо ди Креди, Франческо Граначчи и Микеланджело Буонарроти. Когда один из представителей семьи Пьеро де Медичи в 1494 году был изгнан из города, вилла была разграблена.

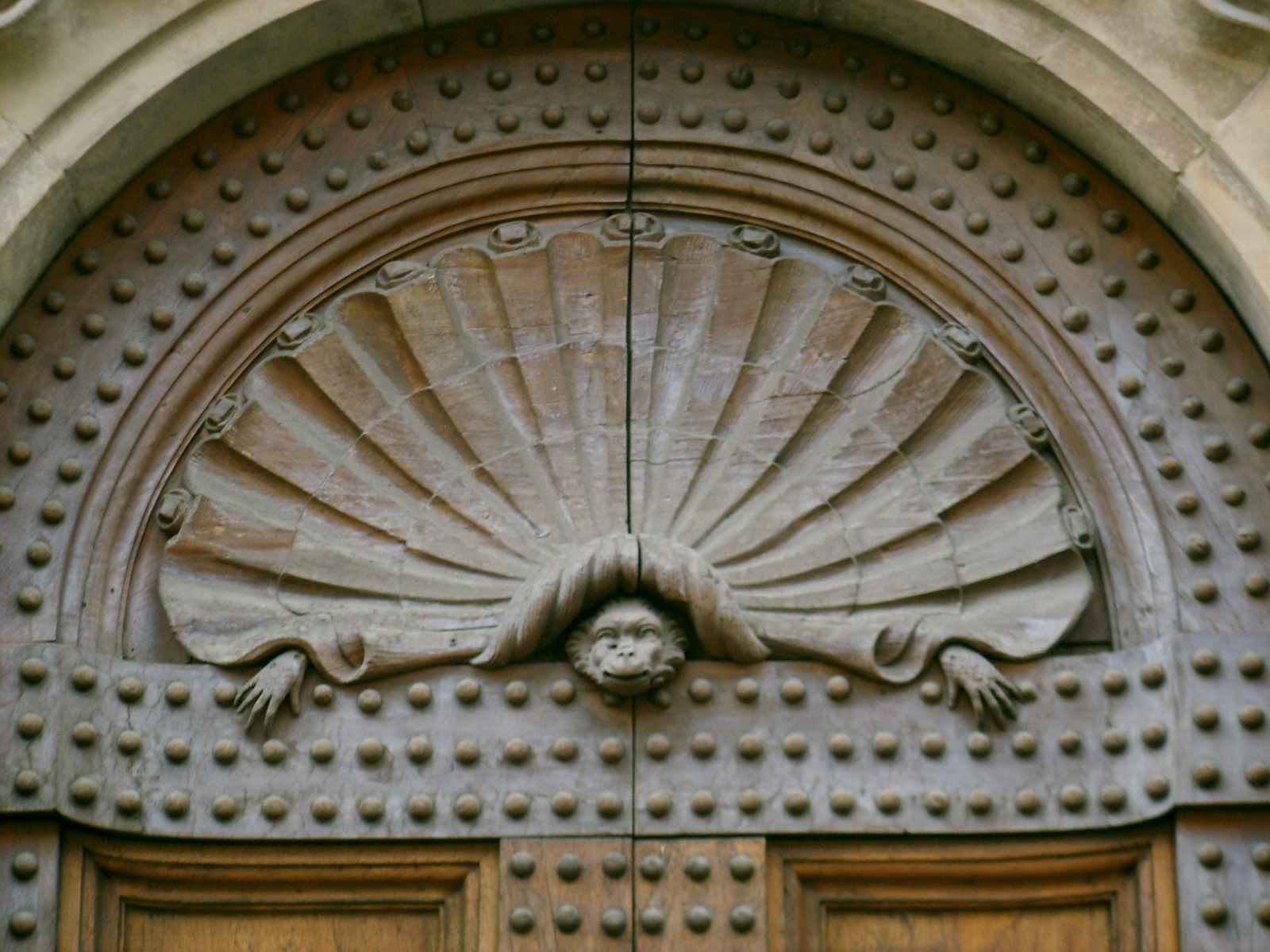

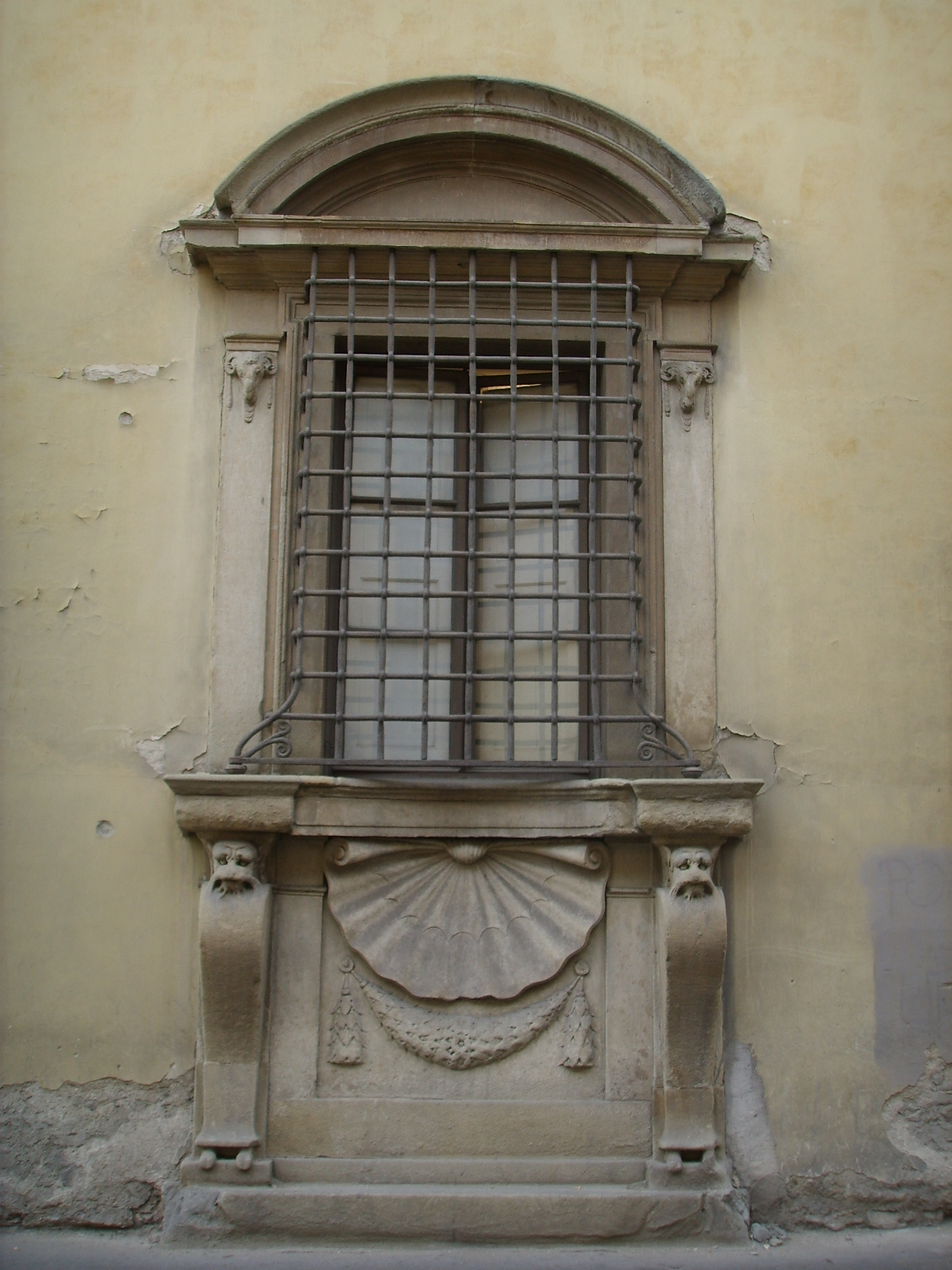

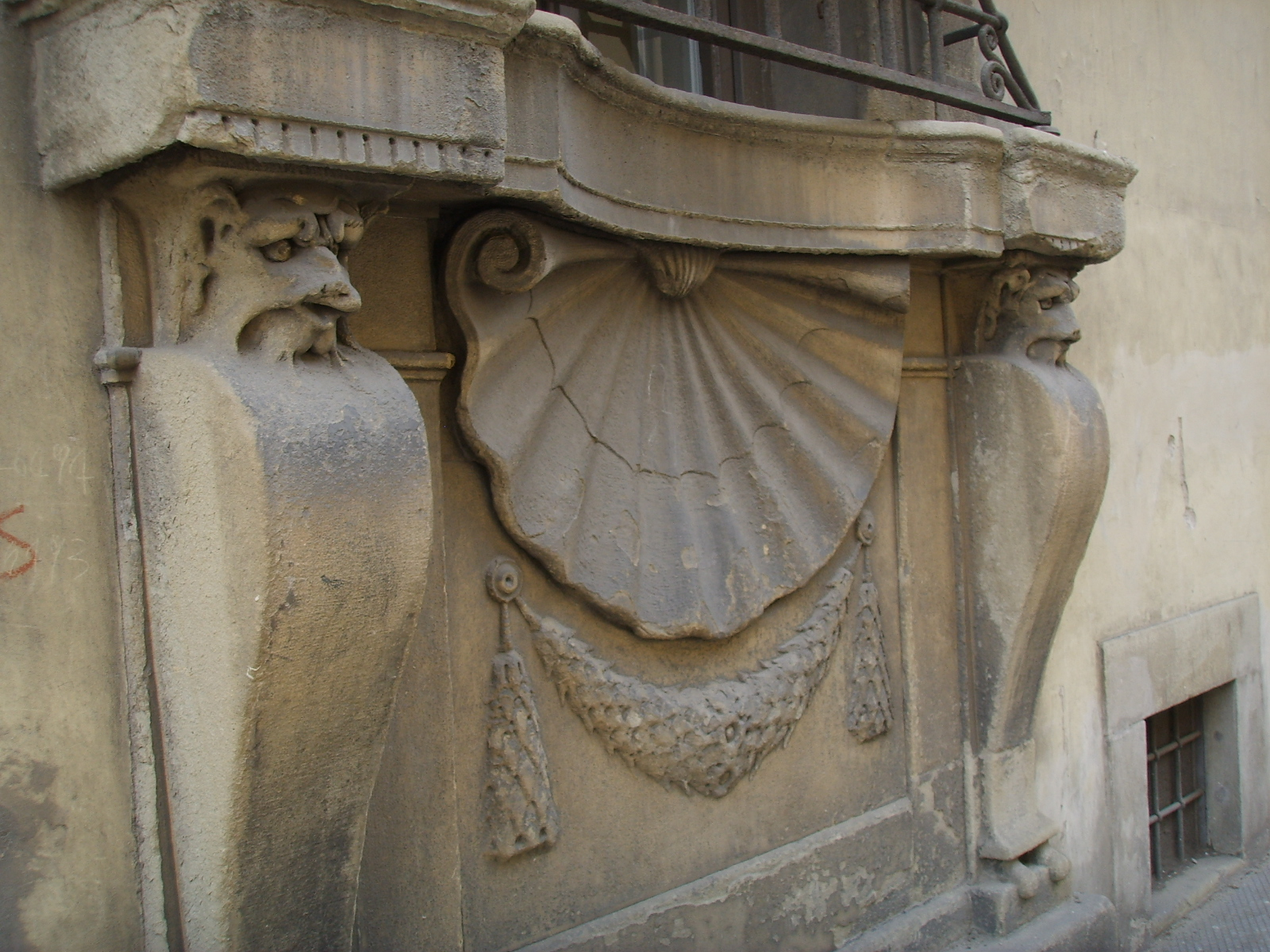

В 1568—1574 годах Франческо I Медичи, великий герцог Тосканы, и его потенциальный сводный брат дон Антонио де Медичи поручили Бернардо Буонталенти реконструировать старое здание под казино, городскую виллу, расположенную в садах Сан-Марко. В работе над проектом, вероятно, участвовал Герардо Сильвани. Казино планировалось в качестве лаборатории для научных экспериментов. После смерти герцога Франческо I в 1587 году палаццо унаследовал Антонио (с сомнительной легитимностью, которому собственность была продана в обмен на отказ от династических прав). Антонио поселился здесь в 1597 году, заказав многочисленные работы для комнат и сада, в которых разместились скульптурные группы работы Джамболоньи. Сад был оформлен фонтанами и искусственными гротами. В самом Казино был устроен небольшой частный театр.
В 1588 году Казино стало резиденцией «Мастерской по обработке твёрдого камня» (Opificio delle Pietre Dure). Здесь, среди прочего, были проведены первые эксперименты, направленные на имитацию восточного фарфора собственной рецептурой «Фарфора Медичи» (La porcellana Medici).
В Казино дон Антонио создал исследовательскую лабораторию, известную как «Fonderia» (Литейное производство), и собрал мастеров, интересующихся химией и алхимией. В настоящее время Библиотека Фондерии находится в Национальной центральной библиотеке Флоренции (BNCF).
В 1623 году, после смерти Антонио, дом перешёл во владение кардинала Карло Медичи, сына Фердинандо, который позаботился о дальнейшем украшении Казино фресками флорентийских художников, прославляющими деяния семьи Медичи. Стены Казино Сан-Марко по заказу Карло Медичи были украшены фресками работы Фабрицио Боски, Маттео Росселли, Филиппо Таркьяни, Анастаджо Фонтебуони, Оттавио Ваннини и Микеланджело Чинганелли. В этом доме он хранил большую библиотеку и коллекцию живописи, включавшую более трёхсот картин, в числе которых были картины работы Тициана и Андреа дель Сарто. Для этой коллекции в 1621—1624 годах им были приобретены произведения Джованни Ланфранко, Гвидо Рени, Франческо Курради, Якопо да Эмполи, Рутилио Манетти, Доменико Пассиньяно, Маттео Росселли, Франческо Рустичи и Доменико Фрилли Крочи. Для увеличения площади Палаццо Мадама в Риме Карло пригласил архитектора Паоло Марушелли. В 1638—1641 годах стены этого дворца были расписаны фресками Джованни Антонио Лелли, Пьетро Паоло Бальдини, Раффаэлло Ванни и Джованни Антонио Галли. Филиппо Тарчиани в 1623 году украсил домашнюю капеллу картинами, изображающими «Истории из жизни святого Иосифа» (капелла восстановлена в 1967 году).. После смерти кардинала здание перешло к Козимо III, который не интересовался зданием, лишил его мебели и предал неумолимому разрушению в качестве склада.
После Медичи здание до 2012 года выполняло различные функции: казарм Дворянской гвардии (до 1846 года), таможни, Министерства финансов, Главного управления государственного имущества и налогов и, наконец, апелляционного суда. С 2017 года в Казино Меди ди Сан-Марко находится Школа транснационального управления, входящая в состав Европейского университетского института.

## Архитектура
Строительство было начато в 1570 году и завершено в 1574 году. Здание на территории, которая, хотя и находилась внутри городских стен и в нескольких шагах от старого дворца Медичи (позднее Палаццо Медичи-Риккарди), в целом характерно типичным для загородных вилл «сельским стилем» (итал. stile rustico). Архитектор Бернардо Буонталенти Буонталенти создал образные декорации, типичные для беспокойного периода маньеризма: из архитектурных элементов неожиданно возникают гротескные маскароны и зооморфные элементы, каждый из которых имеет символическое значение. Идея герцога Франческо I Медичи заключалась в том, чтобы иметь место, где он мог бы посвятить себя своей страсти к научным экспериментам (своего рода версия знаменитого кабинета: Студиоло Франческо I в Палаццо Веккьо), в дополнение к естественному предназначению казино как «места наслаждения».
Наружные стены, окна и порталы украшены множеством эксцентричных элементов, что является отличительной чертой маньеристской архитектуры. Декоративные детали с анималистическими головами и звериными лапами, каменные раковины и гирлянды, бараньи морды в наличниках окон, обезьяна, выглядывающая из раковины (символизирующая переход от неодушевлённой стихии к одушевлённой), отражают эксцентричные и угрюмые наклонности герцога и отражают «магическую» деятельность, которая происходила в этой элитарной «мастерской». Во дворе Казино находится фонтан со статуей Дианы, относящейся к школе Джамболоньи.